# SITD
[:SITD:] — немецкая электро-индастриал-группа, основанная в 1996 году.

## История
Электро-индустриальная группа была основана весной 1996 года в Рурской области Германии. Название [:SITD:] расшифровывается как Shadows In The Dark. В первые годы существования [:SITD:] было самостоятельно выпущено два альбома.
В 2002 году коллектив выпустил первый мини-альбом Snuff и принял участие в фестивале Zillo, M’era Luna и Infest. В конце 2005 года группа оказалась на 3 позиции в Deutsche Alternative Charts (DAC).
В 2010 году гастролировали вместе с VNV Nation в туре Of Faith, Power and Glory (с англ. — «Вера, власть, слава»). Всего группой было выпущено 5 альбомов.
В 2011 году был выпущен очередной альбом Icon:Koru и издание на четырех дисках Icon:Koru (15th Anniversary Collector’s Box), в состав которого вошли как новый альбом, так и сборник лучших треков с предыдущих альбомов и ремиксы на них.

## Дискография
Альбомы
- 2003 — Stronghold
- 2005 — Coded Message:12
- 2007 — Bestie:Mensch
- 2009 — Rot (Limited Edition)
- 2011 — Icon:Koru (15th Anniversary Collector’s Box)
- 2014 — Dunkelziffer
- 2017 — Trauma: Ritual
- 2019 — Stunde X

Мини-альбомы
- 2002 — Snuff (10 позиция в Deutsche Alternative Charts[1])
- 2005 — Odyssey:13
- 2016 — Brother Death
- 2019—Sturmlicht
- 2019—Requiem X

Синглы
- 2003 — «Laughingstock»
- 2005 — «Richtfest» (12 позиция в Deutsche Alternative Charts[2])
- 2007 — «Klangfusion Vol. 1»
- 2024 -- «Brieselang»